# 岡元涼葉
岡元 涼葉（おかもと すずは、2002年5月22日 - ）は、日本の女子ラグビーユニオン選手。

## プロフィール
- 京都府出身[1]。
- ポジションはBK。
- 身長 155cm、体重 59kg
- 7人制女子日本代表に選ばれたことがある[2]。

## 略歴
2022年、京都成章高校卒業後、東京学芸大学に入る。